# Jurong East Stadium
Das Jurong East Stadium  ist ein reines Fußballstadion in Singapur.
Das Stadion in der Jurong East Street hat ein Fassungsvermögen von 2700 Personen. Eigentümer und Betreiber ist Sport Singapore. 
Das Stadion wird hauptsächlich für Spiele der Singapore Premier League genutzt. Es ist die Heimspielstätte der Erstligisten Albirex Niigata (Singapur) und Tanjong Pagar United. Bis 2003 nutzte der Erstligist Jurong FC das Stadion als Heimstadion.